# Gravois Mills (Misuri)
Gravois Mills es un pueblo ubicado en el condado de Morgan en el estado estadounidense de Misuri. En el Censo de 2010 tenía una población de 144 habitantes y una densidad poblacional de 67,64 personas por km².

## Geografía
Gravois Mills se encuentra ubicado en las coordenadas 38°17′58″N 92°49′30″O / 38.29944, -92.82500. Según la Oficina del Censo de los Estados Unidos, Gravois Mills tiene una superficie total de 2.13 km², de la cual 1.92 km² corresponden a tierra firme y (9.73%) 0.21 km² es agua.

## Demografía
Según el censo de 2010, había 144 personas residiendo en Gravois Mills. La densidad de población era de 67,64 hab./km². De los 144 habitantes, Gravois Mills estaba compuesto por el 93.06% blancos, el 1.39% eran afroamericanos, el 1.39% eran amerindios, el 0% eran asiáticos, el 0% eran isleños del Pacífico, el 0.69% eran de otras razas y el 3.47% pertenecían a dos o más razas. Del total de la población el 4.86% eran hispanos o latinos de cualquier raza.